# Митна (округ Лученец)
Митна (словац. Mýtna) — село, громада округу Лученець, Банськобистрицький край, центральна Словаччина, регіон Новоград. Кадастрова площа громади — 20,28 км². Протікає Доброчський потік.
Населення 1207 осіб (станом на 31 грудня 2017 року).

## Історія
Митна згадується в 1393 році.

## Населення
| Рік:            | 1994. | 2004.   | 2014.   | 2024.   |
| --------------- | ----- | ------- | ------- | ------- |
| Кількість осіб: | 1240  | 1184    | 1188    | 1106    |
| Різниця:        |       | -4,51 % | +0,33 % | -6,90 % |

| Рік:            | 2023. | 2024.   |
| --------------- | ----- | ------- |
| Кількість осіб: | 1122  | 1106    |
| Різниця:        |       | -1,42 % |